# The Poison
Pour les articles homonymes, voir Poison (homonymie).
Albums de Bullet for My Valentine
Hand of Blood
(2005) Scream Aim Fire
(2008)
Singles
1. 4 Words (To Choke Upon)
Sortie : 28 mars 2005
2. Suffocating Under Words of Sorrow (What Can I Do)
Sortie : 19 septembre 2005
3. All These Things I Hate (Revolve Around Me)
Sortie : 3 février 2006
4. Tears Don't Fall
Sortie : 23 juin 2006

The Poison est le premier album studio du groupe de heavy metal originaire du Pays de Galles, Bullet for My Valentine, initialement commercialisé le 3 octobre 2005 au Royaume-Uni par le label Visible Noise.
L'album s'intitule ainsi en référence au succès naissant de la musique du groupe, qui se répandait progressivement dans la scène metal « tel un poison. » Le titre Cries in Vain était déjà dans la liste de l'EP Bullet for My Valentine. Quant au titre 4 Words (To Choke Upon), il figurait dans la liste de leur EP Hand of Blood. Quatre singles ont été extraits de cet album. Il s'agit des titres 4 Words (To Choke Upon), Suffocating Under Words of Sorrow (What Can I Do), All These Things I Hate (Revolve Around Me) et Tears Don't Fall. Tous ces singles ont obtenu un assez grand succès commercial. Le titre Intro a été composé en coopération avec le groupe finlandais Apocalyptica.
L'album débute à la 128e place du Billboard 200 et deuxième au Heatseekers Chart ; le 30 janvier 2009, l'album recense 1 200 000 d'exemplaires vendus, dont 500 000 exemplaires vendus aux États-Unis. Il s'agit du premier album distribué par le label Trustkill Records (en) à être certifié disque d'or chez RIAA,.

## Liste des pistes
| 1.    | Intro (feat. Apocalyptica)                        | 2:22 |
| 2.    | Her Voice Resides                                 | 4:17 |
| 3.    | 4 Words (To Choke Upon)                           | 3:43 |
| 4.    | Tears Don't Fall                                  | 5:48 |
| 5.    | Suffocating Under Words of Sorrow (What Can I Do) | 3:35 |
| 6.    | Hit the Floor                                     | 3:30 |
| 7.    | All These Things I Hate (Revolve Around Me)       | 3:45 |
| 8.    | Spit You Out                                      | 4:06 |
| 9.    | Room 409                                          | 4:01 |
| 10.   | The Poison                                        | 3:39 |
| 11.   | 10 Years Today                                    | 3:56 |
| 12.   | Cries in Vain                                     | 3:58 |
| 13.   | The End                                           | 6:48 |
| 53:45 |                                                   |      |

### Édition Deluxe
En 2007, une édition limitée Deluxe de The Poison sort. Elle inclut en plus deux titres inédits, une version acoustique du titre Tears Don't Fall, ainsi que le titre Welcome Home (Sanitarium), qui est une reprise du groupe de thrash metal américain Metallica.

## Accueil
L'album est généralement bien accueilli par l'ensemble des critiques. Corey Apar, du site Internet AllMusic, lui attribue 3 étoiles sur cinq, expliquant « De tous, The Poison est un effort musical solide [...]. » Sputnikmusic attribue également une note de 3 sur 5 : « marrant à écouter, et la sonorité de la guitare est bien menée. Les voix sont excellentes, et les chanteurs ont de jolies voix, mélodie et screaming. »

## Membres
Bullet For My Valentine
- Matt Tuck – chant, guitare ; solo de 4 Words (To Choke Upon), Suffocating Under Words of Sorrow (What Can I Do) et deuxième partie du solo de Her Voice Resides et de Tears Don't Fall
- Michael Padget – guitare, chant
- Jason James – basse, chant
- Michael Thomas – batterie

Autres musiciens
- Eicca Toppinen - Arrangement sur le titre "Intro"

## Certifications
| Pays              | Certification |
| ----------------- | ------------- |
| États-Unis (RIAA) | Or            |
| Royaume-Uni (BPI) | Or            |